# Església de Sant Jaume Apòstol d'Algemesí
La Basílica Menor de Sant Jaume, és bé d'interès cultural, segons consta en la fitxa BIC's de la Direcció General de Patrimoni de la Conselleria d'Educació, Cultura i Esport de la Generalitat Valenciana, amb declaració singular, amb la categoria de monument i anotació ministerial: R-I-51-0004393, de 18 de gener de 1999. És al centre de la població d'Algemesí i ocupa un dels costats de la Plaça Major. La seua arquitectura és d'estil reinaixentista.
L'església va ser construïda entre 1550 i 1582 per Domingo Gamieta i comptà amb la col·laboració de Juan d'Alacant i Juan Matalí. La Basílica Menor de Sant Jaume i el seu entorn van ser proposats i catalogats com a bé d'interès cultural, per la seva gran riquesa històrica i arquitectònica en l'any 1980.
El temple presenta planta rectangular d'una sola nau amb capelles, entre petits contraforts, comunicades entre si. Està dividida en cinc seccions cobertes amb voltes nervades i presenta una capçalera poligonal de cinc costats coberta amb una volta estrellada. L'accés a l'església es realitza per ambdós costats. Als peus de l'església, i perpendicularment al seu eix, hi ha la capella de la Comunió. Sembla que va ser la primitiva església per a la qual es va contractar a 1423 al pintor Gonzalo Pérez. Aquesta capella està comunicada amb l'església mitjançant tres arcs que s'obren en el costat de l'Evangeli. Ha tingut diferents intervencions al llarg del temps. Al cambril del retaule central de la capella es troba la imatge de la Mare de Déu de la Salut, patrona d'Algemesí.
Actualment la basílica disposa d'un gran orgue i un altre de cor a la capella de la Comunió.
Al començament del segle xviii es va afegir un revestiment barroc, a finals del mateix segle es van realitzar noves intervencions en els elements decoratius neoclàssics. Cal destacar la  portada renaixentista de l'església amb un primer cos que segueix l'esquema d'arc de triomf amb columnes aparellades entre les quals hi ha fornícules. El segon cos presenta tres fornícules entre columnes corínties de fust estriat i rematat per un frontó corb. A la part superior de la portada hi ha l'escut de la vila. La torre campanar és a sobre l'accés. Està assentada sobre els contraforts que flanquegen la portada i en què recau l'arc de descàrrega que hi ha sobre aquesta. Realitzada en 1703 la part superior presenta un gran bigarrament d' elements decoratius que semblen posteriors. La fàbrica exterior és de maçoneria, carreu, i maó. Es diu que aquesta Basílica suporta el seu Campanar sense pilars, cosa realment singular, aquesta pot ésser no obstant la raó que en l'actualitat presente una lleugera inclinació.

## Imatges de laPorta de l'airede la basílica

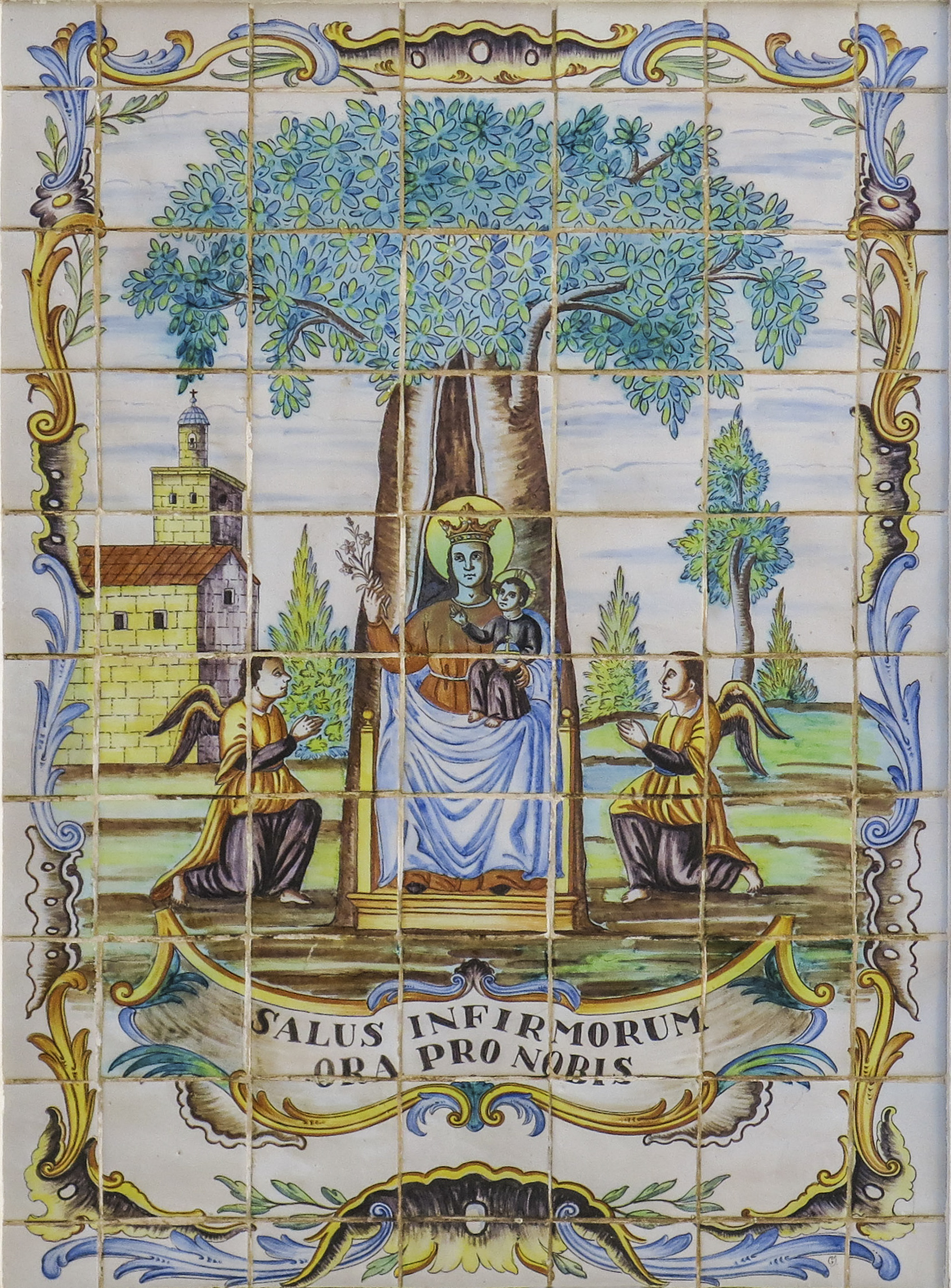
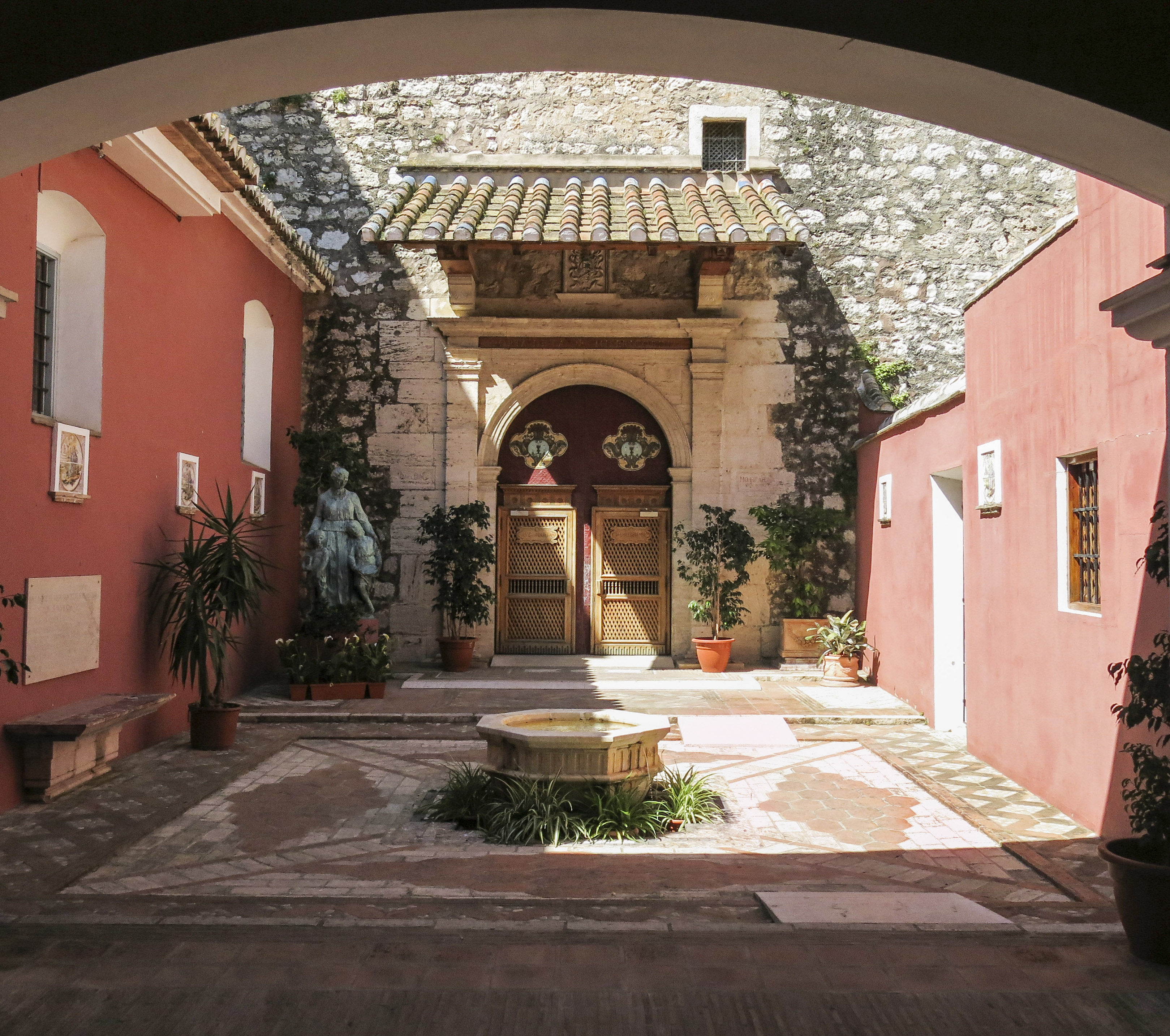
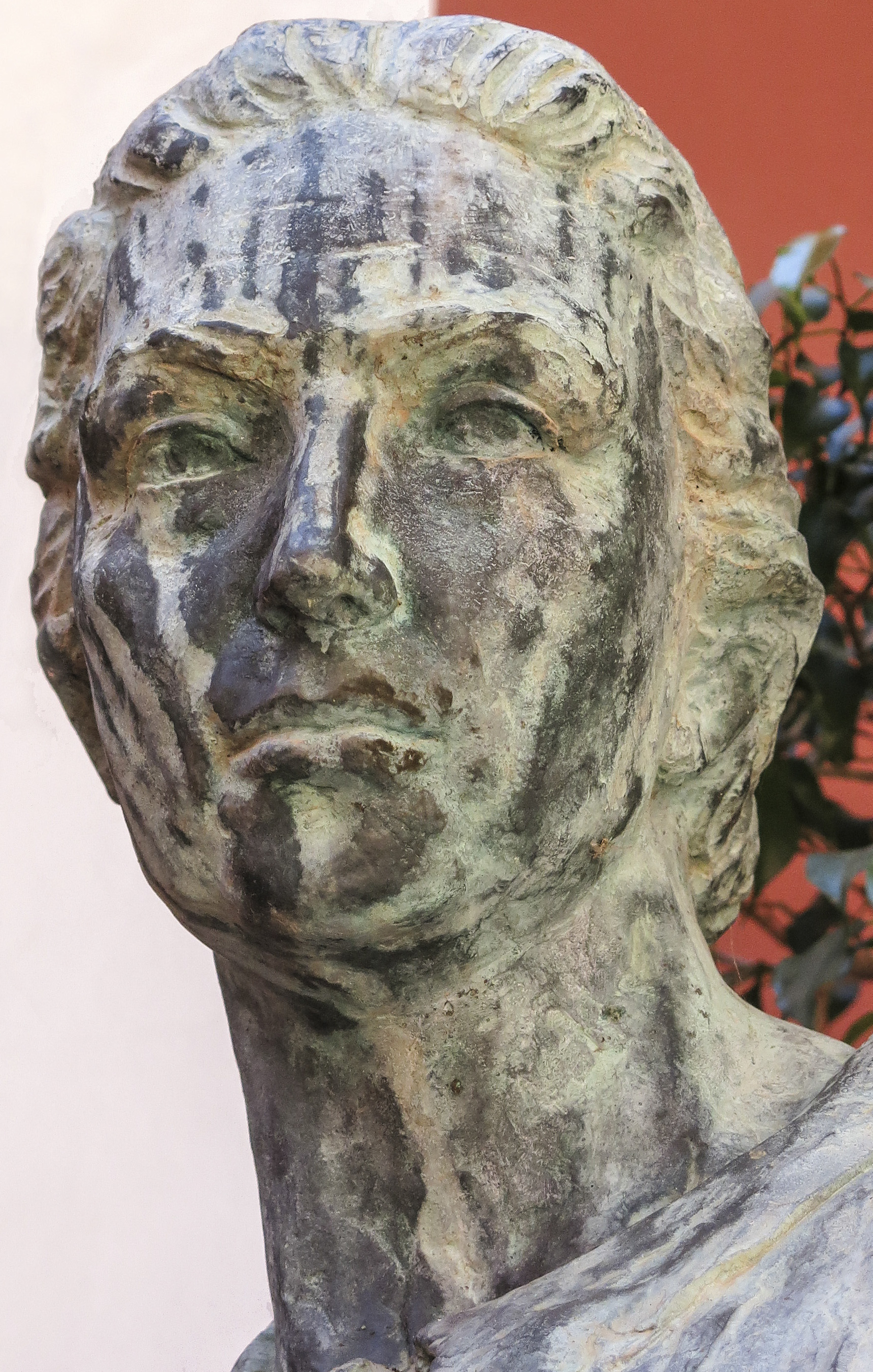
Josepa Naval i Girbés
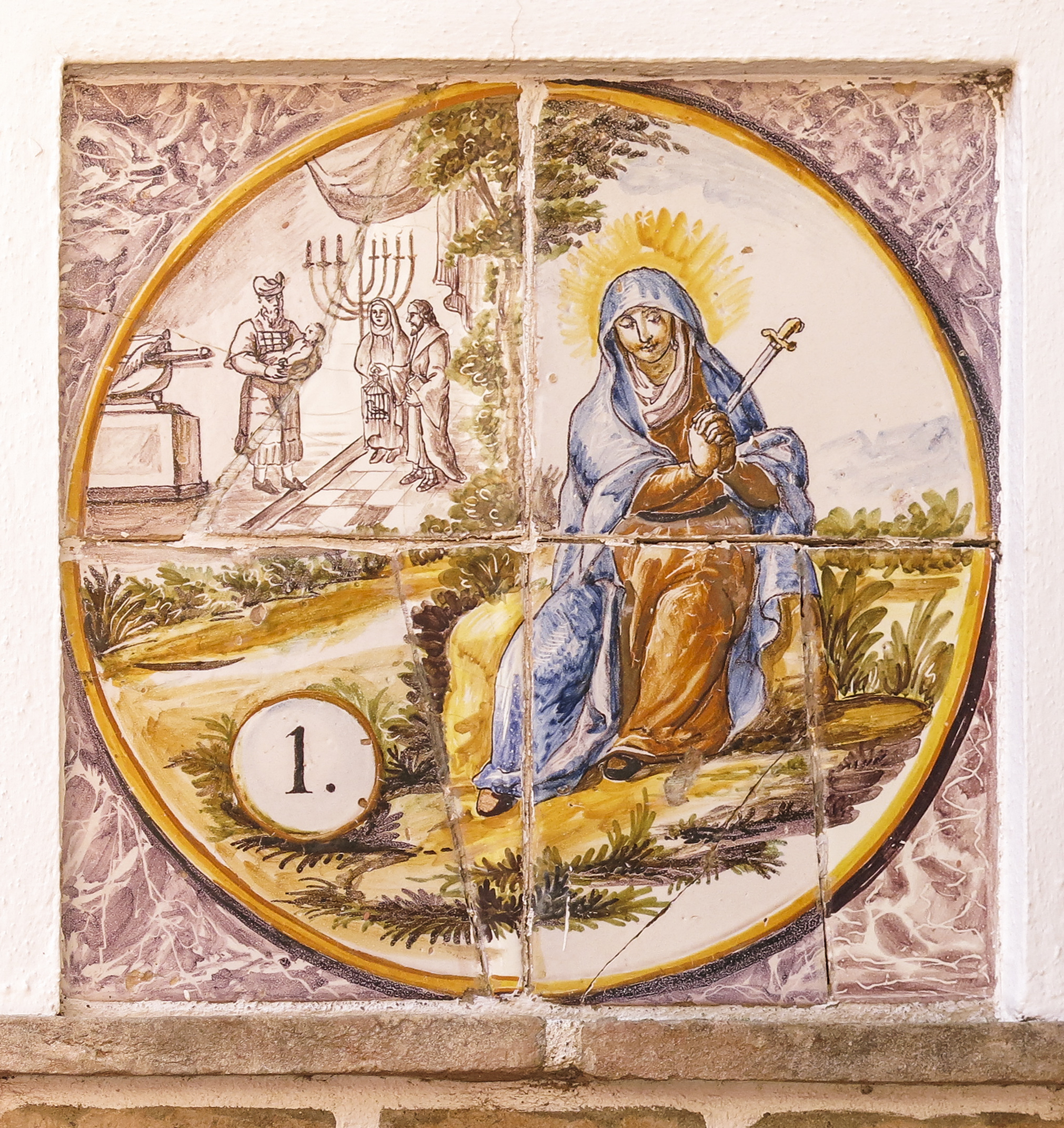